# EN356
A EN356 é uma estrada nacional que integra a rede nacional de estradas de Portugal e que ligava Martingança (Alcobaça) a Alvaiázere.
Inicia-se na localidade de Martingança e atravessa as localidades de Maceira, Batalha, Fátima, Ourém, Caxarias e Freixianda, terminando em Pelmá. Segundo o Plano Rodoviário Nacional (PRN2000), esta estrada tem estatuto de estrada regional entre Pelmá (limite do distrito de Leiria) e Alvaiázere (entroncamento com a ER348). A estrada não tem um percurso contínuo, sendo divida nos seguintes troços:
- N242 Martingança - N356-1 Maceira - N1 Santo Antão (Batalha)
- Batalha - N356-2 Cortes e Leiria - Cova da Iria -   A 1  - Fátima
- Fátima - N113 Pinhel (Ourém)
- Ourém - Caxarias - Freixianda - Pelmá